# Phyllogomphoides indicatrix
Phyllogomphoides indicatrix es una libélula de la familia de las libélulas topo (Gomphidae). Es una especie endémica de México. Fue descrita por J. Belle en 19891.

## Clasificación y descripción
Phyllogomphoides es un género de libélulas neotropicales que se distribuyen desde el sureste de E.U.A. haste el norte de Chile y Argentina2. El género está compuesto por 46 especies descritas, 12 de las cuales se encuentran en México, y de estas, 6 son endémicas: Phyllogomphoides apiculatus, P. danieli, P. indicatrix, P. luisi, P. pacificus y P. nayaritensis2,3. Phyllogomphoides es el grupo hermano de  Gomphoides e Idiogomphoides y juntos forman la tribu Gomphoidini2.
P. indicatrix pertenece al grupo de especies semicircularis por tener los apéndices caudales superiores en forma de fórceps semicirculares. Sin embargo es fácilmente distinguible del resto por la forma de hamuli anterior cuya complejidad es parecida a la de P. pacificus1.

## Distribución
Vive en el Estado de Chiapas1,4.

## Hábitat
No se ha reportado nada sobre la biología de esta especie.

## Estado de conservación
En México no se encuentra en ninguna categoría de riesgo. La Lista Roja de la IUCN (International Union for Conservation of Nature) la tiene catalogada como una especie con datos deficientes (Data Deficient: DD)5.